# Mario Martucci
Mario Martucci (Salerno, 20 giugno 1892 – Caserta, 26 settembre 1933) è stato un generale e aviatore italiano.
Dopo aver collaborato alla realizzazione della Crociera dell’Atlantico meridionale divenne comandante del 20º Stormo, e successivamente della Regia Accademia Aeronautica di Caserta.

## Biografia
Nacque a Salerno il 20 giugno 1892, ed iniziò la carriera militare nel Regio Esercito, inquadrato nell'arma di artiglieria. Affascinato dal mondo dell'aviazione entrò, a domanda, nel Servizio Aeronautico, brevettandosi osservatore d'aeroplano il 1 maggio 1915, poco prima dell'entrata in guerra del Regno d'Italia Prestò servizio in zona di operazioni come ufficiale aviatore, dapprima nella Iª, e poi nella 41ª Squadriglia per l'artiglieria di cui il capitano osservatore Martucci ne diviene comandante da novembre 1916 e dal 25 luglio 1917 della 36ª Squadriglia. Promosso Comandante di gruppo con il grado di capitano, fu comandante del XII Gruppo (poi 12º Gruppo caccia) dal 15 gennaio 1918 e dal 10 luglio del XX Gruppo (poi 20º Gruppo) Aeroplani. Per le numerose missioni di ricognizione e direzione del tiro di artiglieria in territorio controllato dal nemico è decorato di Medaglia d'argento e Medaglia di bronzo al valor militare.
Tra il 1920 e il 1921 frequentò il Corso "Costruzioni Aeronautiche" presso il Politecnico di Torino, conseguendo il Certificato di "Costruttore Aeronauta". 
A partire dal 16 ottobre 1923 transitò nella neocostituita Regia Aeronautica, frequentando il
Corso biennale di qualificazione. Il 2 luglio 1925 conseguì il brevetto di pilota d'aeroplano, e il 17 ottobre successivo, con il grado di maggiore, fu inviato a frequentare la Scuola di guerra aerea di Torino. Nel corso del 1926 è promosso al grado di tenente colonnello, prestando servizio presso il 20º Stormo a partire dal 31 dicembre 1927. In quegli anni prestò servizio anche come insegnante di Navigazione Aerea presso la Regia Accademia Aeronautica di Caserta. Promosso colonnello nel 1929, a partire dal 10 giugno 1930 fu nominato comandante del 20º Stormo Aeroplani da Ricognizione basato sull'aeroporto di Montecorvino. Collaborò alla realizzazione della Crociera dell’Atlantico meridionale e di numerose altre imprese aeronautiche all'estero. Comandante della Regia Accademia Aeronautica  di Caserta a partire dal 15 ottobre 1932, venne elevato al rango di generale di brigata aerea il 15 maggio 1933 Ormai candidato ad ottenere la nomina a Sottocapo di Stato maggiore della Regia Aeronautica, muore per malattia a Caserta il 26 settembre 1933.
Era insignito del titolo di Commendatore dell'Ordine della Corona d'Italia, di Cavaliere dell'Ordine dei Santi Maurizio e Lazzaro, e della Medaglia di Lunga Navigazione aerea, oltre che di numerose onorificenze di paesi esteri in riconoscimento della sua attività e dei contributi dati per lo sviluppo dell'aviazione. Nel 1934, in suo onore, gli fu intitolato l'aeroporto di Montecorvino, dove venne eretto un cippo commemorativo.

### Annotazioni
1. ↑  All'età di quarantuno anni.

### Fonti
1. 1 2 3 4 5 6 7 8 9 10 11 12  Il Nastro Azzurro n.4, luglio-agosto 2013, p. 37.
2. 1 2 3 4 5  Mancini 1936, p. 429.
3. ↑  Annuario Anno Scolastico 1928-1929, p. 28.
4. 1 2  Bonifacio 1928, p. 644.
5. ↑  Ufficio Storico dell'Aeronautica Militare 1977, p. 93.
6. ↑  Gazzetta Ufficiale del Regno d'Italia n.47, 26 febbraio 1932-XI.
7. ↑  Gazzetta Ufficiale del Regno d'Italia  n.276,  27-11-1930-IX.
8. ↑  Gazzetta Ufficiale del Regno d'Italia n.47, del 26 febbraio 1932.
9. ↑  Gazzetta Ufficiale del Regno d'Italia  n.276,  27 novembre 1930-IX.